# Скакун Віталій Володимирович
Віта́лій Володи́мирович Скаку́н (19 серпня 1996, м. Бережани, Україна — 24 лютого 2022, Генічеський автомобільний міст, м. Генічеськ, Херсонська область, Україна) — український військовик, сапер інженерно-саперного відділення 137-го окремого батальйону морської піхоти. Герой України (2022, посмертно).

## Життєпис
Народився 19 серпня 1996 року в місті Бережанах Тернопільської області.
Закінчив Бережанську загальноосвітню школу № 3, Вище професійне училище № 20 міста Львова за професією електрогазозварник.
На службі мав позивний «Батон» .
У ході російського вторгнення в Україну 2022 року сапер та матрос Віталій Скакун перебував у складі сил, які серед перших давали відсіч ворогу на Кримському перешийку. Віталій був добровольцем, який здійснив мінування та підрив автомобільного мосту Генічеськ — Арабатська Стрілка. Загинув 24 лютого 2022 року під час вибуху. Завдяки героїчному вчинку Віталія значно уповільнено просування танкової колони ворога, що дало змогу підрозділу передислокуватися та організувати оборону.
У морського піхотинця залишились мати, бабуся і сестра.
Відспіваний у церкві Пресвятої Трійці, похований на кладовищі в Бережанах.

## Нагороди та звання
- звання Герой України з удостоєнням ордена «Золота Зірка» (26 лютого 2022 року, посмертно) — за визначну особисту мужність і героїзм, виявлені у захисті державного суверенітету та територіальної цілісності України, вірність військовій присязі[8][9].
- Почесний громадянин міста Бережани (2022, посмертно)[10]
- Почесний громадянин міста Лешно (Польща)
- Почесний громадянин Тернопільської області (2024, посмертно)[11].

## Вшанування пам'яті
У місті Прага (Чехія) з'явився міст імені Віталія Скакуна.
28 квітня 2022 року в місті Мукачево вулицю Нахімова перейменовано на вулицю Віталія Скакуна.
25 серпня 2022 року Київська міська рада перейменувала вулицю Академіка Каблукова на вулицю Віталія Скакуна.
У жовтні 2022 року в Бережанах видруковано марки з портретами — Віталія Скакуна, Максима Ридзанича і героя Небесної сотні Устима Голоднюка.
1 лютого 2023 року у Вищому професійному училищі № 20 міста Львова відкрито меморіальну дошку Віталію Скакуну.
16 лютого 2023 року в місті Бережани перейменували вулицю Лисенка на вулицю Віталія Скакуна.
16 квітня 2024 року в місті Костянтинівка вулицю Тульську перейменували на вулицю Віталія Скакуна.
24 квітня 2024 року в селищі Антонівка вулицю 1 Травня на вулицю Віталія Скакуна.

## Галерея
|                                    |
| Почесний громадянин міста Бережани |

|                    |
| Міст імені Скакуна |

|                    |
| Міст імені Скакуна |